# Віктор Вітенський
Віктор Вітенський (лат. Victor Vitensis, перед 429–510) — латинський церковний історик V століття з території Римської Африки. Сучасник Вандало-аланського королівства, та автор «Історії переслідувань в африканських провінціях», котра є ключовим джерелом до вивчення церковної історії Вандало-аланського королівства.

## Біографія
Про життя Віктора з Віти відомо тільки декілька фрагментів, що вдалося реконструювати на основі «Історії переслідувань в африканських провінціях». Зокрема відомо, що він був одним із представників католиків відправлених у вигнання королем Гунеріком 483 року.

## Твори
Основним та єдиним достовірним твором Віктора Вітенського є Historia persecutionis Africanae provinciae sub Geiserico et Hunirico regibus (Історія переслідувань в африканських провінціях в часи королів Ґейзеріка та Гунеріка). Сьогодні відомо декілька рукописів цього твору. Найстарішим є Бамбергський з IX століття, а найповнішим Паризький з Х століття. Перше повне видання твору було здійснено в 1500 році. Тривалий час йому приписувалося авторство ще двох додатків що включаються у видання «Історії переслідувань…»:
- Passio beatissimorum martyrum qui apud Carthaginem passi sunt sub impio rege Hunerico (Страждання блаженних мучеників, що страждали в часи короля Гунеріка)
- Notitia provinciarum et civitatum Africae (Список провінцій та міст Африки)

### Видання оригінальних текстів
- Historia persecutionis Vandalae // Patrologia Latina 58, 125–434
- Karl Halm (Hrsg.): Auctores antiquissimi 3,1: Victoris Vitensis Historia persecutionis Africanae provinciae sub Geiserico et Hunirico regibus Wandalorum [Архівовано 10 липня 2015 у Wayback Machine.]. Berlin 1879, S. 1-58 (Monumenta Germaniae Historica)
- Victoris Vitensis. Historia Persecutionis Africanae Provinciae temporibus Geiserici et Humrici regum Wandalorum // Corpus Scriptorum Ecclesiasticoram Latinorum, 7. Vindobona, 1881.

### Переклади

#### Французький
- Victor de Vita: Histoire de la persécution vandale en Afrique suivie de La passion des sept martyrs. Registre des provinces et des cités d'Afrique (Collection Budé). Textes établis, traduits et commentés par Serge Lancel. Paris 2002.

#### Англійський
- Victor of Vita: History of the Vandal Persecution. Translated by John Moorhead (Translated Texts for Historians 10). Liverpool 1992

#### Німецький
- Victor von Vita: Vandalen und der Kirchenkampf in Afrika: Historia persecutionis Africanae. Lateinisch und deutsch. Herausgegeben, eingeleitet und übersetzt von Konrad Vössing. Darmstadt 2011

#### Польський
- Wiktor z Wity, Dzieje prześladowania Kościoła w Afryce przez Wandalów, tłum., wstęp i komentarz Jan Czuj, Poznań 1930. Pisma Ojców Kościoła t.14. Reprint: Poznań 2005 ISBN 8389361-80-9

#### Російські
- «История гонений в Африканской провинции». / Сокр. пер. С. А. Беляева. // Приложение к диссертации … к. и. н.: Беляев С. А. Города Римской Северной Африки во времена владычества вандалов (по данным Виктора из Виты). Л., 1970. С. 204–284. (не опубликован)
- Виктор Витенский. История гонений в Африканской провинции. Рассказ о страданиях семи монахов. [Архівовано 5 березня 2016 у Wayback Machine.] / Пер. В. А. Дорофеевой. Перечень провинций и городов Африки. / Пер. М. Ф. Высокого. // Церковные историки IV–V веков. М.: Росспэн, 2007. С. 95-186 и комм. М. Ф. Высокого на с. 473–519.